# Америка дел Сур, Гвадалупе де ла Фуенте Сан Роман (Сан Фернандо)
Америка дел Сур, Гвадалупе де ла Фуенте Сан Роман (шп. América del Sur, Guadalupe de la Fuente San Román) насеље је у Мексику у савезној држави Тамаулипас у општини Сан Фернандо. Насеље се налази на надморској висини од 23 м.

## Становништво
Према подацима из 2010. године у насељу је живело 6 становника.

### Хронологија
| Година       | 2010 |
| ------------ | ---- |
| Становништво | 6    |

### Попис
| # | Индикатор                     | Вредност |
| - | ----------------------------- | -------- |
| 1 | Укупно домаћинстава           | 2        |
| 2 | Укупно насељених домаћинстава | 2        |
| 3 | Величина локације             | 1        |